# Bianca Hendrickse-Spendlove
Bianca Hendrickse-Spendlove (15 de mayo de 1991) es una actriz inglesa, más conocida por haber interpretado a Texas Longford en la serie Hollyoaks.

## Biografía
Es hija de la actriz Sandy Hendrickse y del actor Rob Spendlove; tiene un hermano menor y una media hermana, Ruby Spendlove Rowell. Sus padres se divorciaron cuando Bianca tenía tres años.

## Carrera
Su primer papel importante en la televisión lo obtuvo el 17 de mayo de 2010, cuando se unió al elenco principal de la exitosa serie británica Hollyoaks, donde interpretó a Texas Longford hasta el 13 de mayo de 2013. En abril de 2014, apareció como invitada en la serie médica Doctors, donde interpretó a Cassie McLennan.

## Filmografía

### Series de televisión
| Año         | Título     | Personaje       | Notas                  |
| ----------- | ---------- | --------------- | ---------------------- |
| 2015        | Holby City | Chloe Whithers  | episodio "Homecoming"  |
| 2014        | Doctors    | Cassie McLennan | episodio "Golden Girl" |
| 2010 - 2013 | Hollyoaks  | Texas Longford  | 219 episodios          |